# Estación Loreto
Loreto era una estación ferroviaria del departamento homónimo, en la provincia de Santiago del Estero, Argentina.
Se encuentra la localidad de Loreto. Formaba parte de la red ferroviaria argentina y del Ferrocarril General Belgrano.